# Hibbertia tridentata
Hibbertia tridentata är en tvåhjärtbladig växtart som beskrevs av Toelken. Hibbertia tridentata ingår i släktet Hibbertia och familjen Dilleniaceae. Inga underarter finns listade i Catalogue of Life.